# Haidhaldbrunnen
Koordinaten: 49° 22′ 33,7″ N, 7° 51′ 36,5″ O
Der Haidhaldbrunnen – alternativ Haidhaldquelle genannt – ist eine gefasste Quelle im Pfälzerwald.

## Lage und Beschaffenheit
Die Quelle befindet sich auf der Waldgemarkung der Ortsgemeinde Waldleiningen am oberen Stüterloch an der Westflanke des Leiterberges. Sie ist die gefasste Quelle des Stüterbachs; die Wasserbehälter sind bis in die Gegenwart vorhanden. Unmittelbar an ihr vorbei verläuft ein Wirtschaftsweg. Weiter westlich – jeweils weniger als einen Kilometer entfernt – liegen die Bundesstraße 48 und der Stüterhof. Rund hundert Meter südlich und südöstlich verläuft die Gemarkungsgrenze der Ortsgemeinden Waldleiningen und Elmstein, welche zugleich die Grenze zwischen den Landkreisen Kaiserslautern und Bad Dürkheim bildet.

## Natur
Die Quelle ist unter der Kennung ND-7335-266 als Naturdenkmal ausgewiesen. Zudem ist sie Teil der vier Hektar großen Kernzone Haidbrunnen des Biosphärenreservates Pfälzerwald-Vosges du Nord.

## Kultur
Weiter südostllch befindet sich der Ritterstein 108 mit der Aufschrift Haidhaldbrunnen 220 Schr., der auf die nahe Quelle verweist.

## Geschichte
Der Haidhaldbrunnen diente einst als Viehtränke. Der Stüterbach war ursprünglich Teil des Leinbachs, womit der Brunnen einst dessen Quelle bildete. Mittlerweile versickert der Stüterbach jedoch zwei Kilometer östlich innerhalb einer Wiese.